# Sk8er Boi
 (novembre 2021).
Si vous disposez d'ouvrages ou d'articles de référence ou si vous connaissez des sites web de qualité traitant du thème abordé ici, merci de compléter l'article en donnant les références utiles à sa vérifiabilité et en les liant à la section « Notes et références ».
Pour les articles homonymes, voir Boi.
Pistes de Let Go
Complicated I'm with You
Sk8er Boi est le second single de la chanteuse canadienne Avril Lavigne sorti en 2002 et issu de son premier album Let Go. La chanson a été écrite par Avril Lavigne et The Matrix (Lauren Christy, Scott Spock et Graham Edwards).

## Classement au hit-parade
| Hit-parade                      | Position |
| ------------------------------- | -------- |
| New Zealand RIANZ Singles Chart | 2        |
| Australian Singles Chart        | 1        |
| Belgian Ultratop 50 (French)    | 1        |
| Belgian Ultratop 50 (Dutch)     | 1        |
| UK Singles Chart                | 8        |
| Canadian Singles Chart          | 3        |
| France (SNEP)                   | 28       |